# Distretto di Hatvan
Il distretto di Hatvan (in ungherese Hatvani járás) è un distretto dell'Ungheria, situato nella provincia di Heves.